# Johann Albert Sawinsky
Johann Albert Sawinsky (* 28. Dezember 1884 in Siegburg; † 1960 in Krekel) war ein deutscher Unternehmer.
Aufgewachsen in Troisdorf absolviert Sawinsky erfolgreich eine Lehre in einer Metall- und Maschinenfabrik. Bereits im Alter von 17 Jahren stellt er erste eigene Produkte auf einer Ausstellung aus. Er fertigt mit wachsender Perfektion Puppenmöbel und Puppenhauseinrichtungen aus tropischen Hölzern an, die er als Puzzlespiel verpackt. Auf der Weltausstellung von 1904 in St. Louis stellt er seine Vexier- und Puzzelspiele mit großem Erfolg aus. Auch in Europa ist er auf vielen Messen vertreten. Nachdem er seinen  Betrieb in Troisdorf ausgebaut hat, wird er auf der Ausstellung in Wien von Kaiser Franz-Josef zum Hoflieferanten ernannt. Im selben Jahr heiratet er Clara Cremer. Kurz vor Beginn des Ersten Weltkriegs stirbt seine Frau.
1915 meldet er sich freiwillig zum Wehrdienst und wird in Frankreich aufgrund seiner guten Englisch- und Französischkenntnisse gegen Kriegsende als Dolmetscher eingesetzt.
1919 gründet der technikbegeisterte Geschäftsmann zusammen mit Wilhelm Mörsch in Troisdorf das erste Kino. Am  15. Mai 1922 heiratet er Maria Rechtmann aus Köln. Die Besetzung des Rheinlands durch die Franzosen im Jahr 1923 drängen ihn dazu seine Spielwarenfabrik auf die Magarethenhöhe in Ittenbach zu verlegen. Sein Bruder Adolf ist bereits seit 1910 Lehrer in Ittenbach. Die politische Lage und die folgende Weltwirtschaftskrise erschwert den Handel mit Spielwaren und so investiert Sawinsky in touristische Fuhrunternehmen in der Region. 1934 zieht er mit seiner Familie nach Köln. Nach dem Zweiten Weltkrieg arbeitet er dort unter anderem als Immobilienmakler. Saftproduktion, Viehzucht, Kaffeerösterei und Baustoffhandel sind weitere Geschäftsfelder, in denen sich Sawinsky betätigt. In Krekel in der Gemeinde Kall betreibt er später das Hotel Schönblick. In Krekel stirbt Sawinsky im Jahr 1960 im Alter von 75 Jahren.